# Willie Woodburn
William "Willie" Woodburn (8. august 1919 – 2. december 2001) var en skotsk fodboldspiller, der tilbragte hele sin aktive karriere, fra 1938 til 1955, som midterforsvarer hos storklubben Rangers F.C. Med klubben vandt han fem skotske mesterskab og fire FA Cup-titler. I 1954 blev han af det skotske fodboldforbund idømt livsvarig karantæne for sin rolle i et slagsmål under en kamp mellem Rangers og Stirling.
Woodburn spillede desuden, mellem 1947 og 1952, 24 kampe for Skotlands landshold. I 2004 blev han indlemmet i Scottish Football Hall of Fame.

## Titler
Skotsk Mesterskab
- 1939, 1947, 1949, 1950 og 1953 med Rangers F.C.

Skotsk FA Cup
- 1948, 1949, 1950 og 1953 med Rangers F.C.

Skotsk Liga Cup
- 1947 og 1949 med Rangers F.C.